# Per Hedenius (läkare)
Per Johannes Hedenius, född 14 september 1906 i Stockholm, död där 7 januari 1981 var en svensk läkare.
Per Hedenius var son till Israel Hedenius och bror till Ingemar Hedenius. Efter studentexamen 1925 i Stockholm studerade han vid Karolinska Institutet och blev medicine kandidat 1929, medicine licentiat 1934 och medicine doktor 1940. Han var docent i medicin vid Karolinska Institutet 1956–1973. Han innehade förordnanden vid Sabbatsbergs sjukhus 1935, Sankt Görans sjukhus 1935–1940 och från 1940 vid Serafimerlasarettet. Han blev 1946 biträdande överläkare och var 1959–1972 överläkare vid medicinska kliniken vid Serafimerlasarettet. 1941 blev Hedenius marinläkare av första graden i reserven. Han var 1941–1942 Svenska-Amerikastiftelsens stipendiat för studier i USA. Hedenius erhöll 1944 som första svensk uppdraget att som teknisk attaché vid svenska legationen i Washington studera medicinsk forskning och socialmedicinska framsteg i USA och bedrev därvid förhandlingar för svenska statens uppköp av viktigare medicinska förnödenheter under rådande krig och avspärrning. Han utgav ett trettiotal vetenskapliga publikationer, främst inom det hematologiska området, om heparin, blodtransfusion och laboratorieteknik. Hedenius var ledamot av Svenska läkarsällskapets nämnd 1937-1961 och ordförande i Svenska föreningen för medicinsk fysik och teknik 1956–1961.